# BM-24
Der BM-24 ist ein sowjetischer Mehrfachraketenwerfer. Im GRAU-Index wird er 8U31 bezeichnet.

## Entwicklung
Der BM-24 wurde als Nachfolgemodell für den aus dem Zweiten Weltkrieg stammenden BM-31-12-Raketenwerfer (Katjuscha) konzipiert. Im Frühling 1951 wurde der BM-24 bei den Landstreitkräften der UdSSR eingeführt. Ab den 1960er-Jahren wurde das System auch an die Streitkräfte des Warschauer Paktes exportiert. Weitere Exporte gingen in den Nahen Osten sowie nach Afrika. Bei den sowjetischen Streitkräften wurde der BM-24 Mitte der 1970er-Jahre durch die BM-21 und BM-22 abgelöst.

## Varianten
- BM-24: 1. Serienversion mit zwölf Werferrohren, auf einem ZIS-151-Lkw montiert.
- BM-24M: 2. Serienversion mit zwölf Werferrohren, auf einem ZIL-157-Lkw montiert.
- BM-24T: 1960 eingeführt, mit zwölf Werferrohren, auf einem AT-S-Kettenfahrzeug montiert.
- Falak-1 SP: Version aus dem Iran, mit sechs Werferrohren, auf einem Jeep montiert.
- Falak-1 MP: Version aus dem Iran, einzelnes Rohr auf einem Dreibein.

## Technik

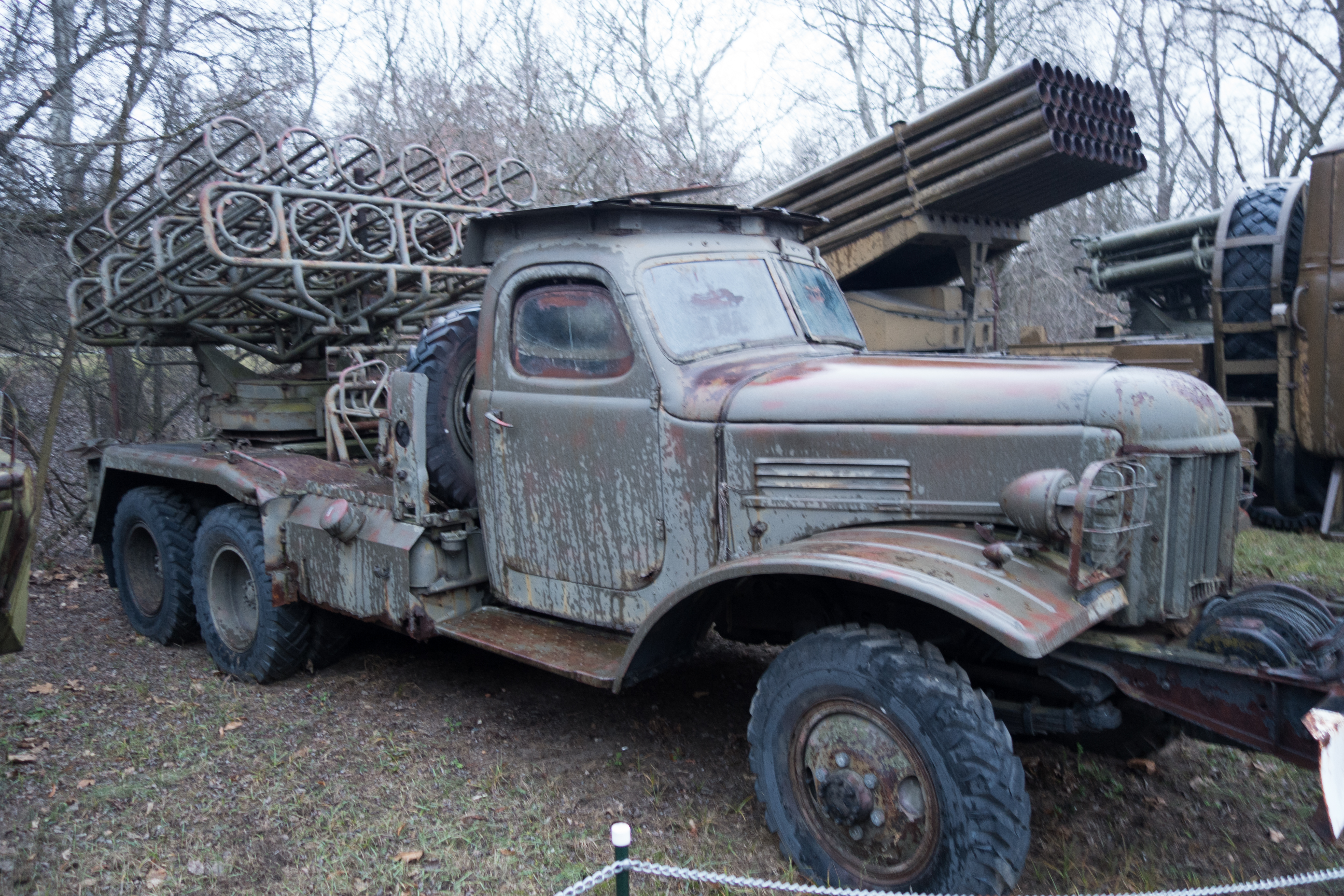
Die erste Version (BM-24) auf dem Fahrgestell des ZIS-151

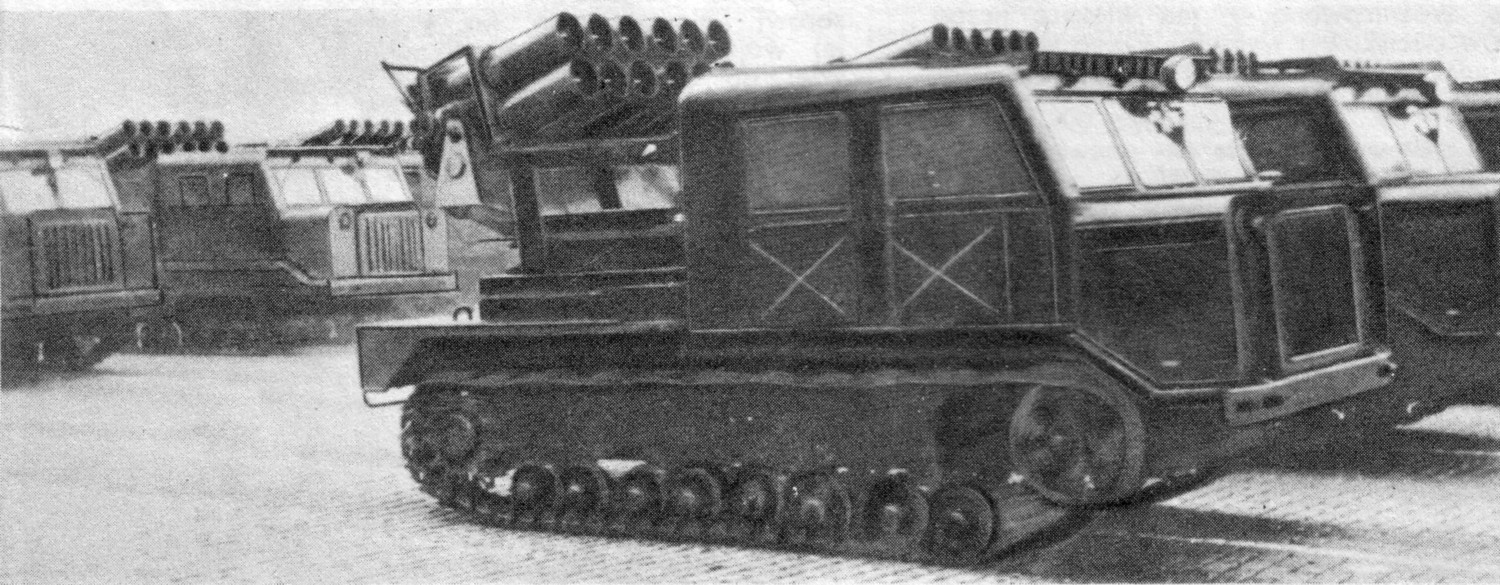
BM-24T auf Kettenschlepper AT-S

Auf dem jeweiligen Fahrzeug ist ein Rohrpaket mit zwölf Rohren des Kalibers 240,9 mm montiert. Ein Raketenwerfer ist in der Lage, alle zwölf Raketen innerhalb von zehn Sekunden abzufeuern. In der Regel wird eine Salve aber innerhalb 20 Sekunden abgefeuert. Das Nachladen eines leeren Werfers dauert rund zehn Minuten. Die Fahrzeugbesatzung besteht aus drei Soldaten, wobei zum Beladen des Werfers drei weitere Soldat herangezogen werden, um rund 112 kg schweren Raketen mittels zweier Beladezangen zu transportieren und zu laden.
| Gefechtskopf | Typ                       | Gefechtskopf (kg) | davon Sprengstoff (kg) | Reichweite (m) |
| ------------ | ------------------------- | ----------------- | ---------------------- | -------------- |
| M-24F        | Splitterspreng            | 60,8              | 27,4                   | 6.575          |
| M-24FUD      | Splitterspreng            | 46,5              | 18,4                   | 10.600         |
| MD-24F       | Splitterspreng            | 48,4              | 18,2                   | 17.500         |
| MS-24        | chemisch (AC, HD oder GB) | 12,0              | k. A.                  | 10.600         |
| MS-24US      | chemisch (AC, HD oder GB) | 19,0              | k. A.                  | 16.000         |
| Falak-1      | Splitterspreng            | 50,0              | k. A.                  | 10.500         |

Die Raketen sind drallstabilisiert und haben keine Stabilisierungsflügel. Der Drall der Rakete entsteht durch um die Hauptantriebsdüse angeordnete schräge Düsen. Die maximale Streuung einer Raketensalve liegt bei 93 bis 118 m. Der Sprengkopf erzeugt beim Einschlag einen Krater von 3 m Durchmesser mit einer Tiefe von 2,4 m.
Die Raketen werden nacheinander elektrisch mit der 24-Volt-Anlage des Basisfahrzeuges gezündet. Vor dem Abfeuern muss das Fahrzeug durch Vorlegekeile gegen Wegrollen gesichert werden. Die Führerkabine, die gleichzeitig Gefechtsstation des Werferführers und Fahrers ist, wird mit herunterklappbaren Stahlplatten gegen wegfliegende Steine, welche beim Feuern unweigerlich auftreten, geschützt.

## Einsatz
Der BM-24 wurde erstmals im Sechstagekrieg 1967 von Ägypten und Syrien gegen Israel eingesetzt. Die israelischen Streitkräfte erbeuteten mehrere BM-24. Diese wurden untersucht, modernisiert und in die Streitkräfte integriert. In Israel wurden sogar eigene Raketen für den BM-24 entwickelt. Daraufhin setzte Israel zwei Batterien BM-24 im Jom-Kippur-Krieg 1973 und während des Libanonkrieges 1982 ein.

## Nutzer
- Algerien – 30
- Angola – unbekannte Anzahl
- Ägypten – 48
- DDR – 72
- Israel – 36
- Irak – unbekannte Anzahl
- Iran – unbekannte Anzahl
- Jemen – 35
- Kuba – 20
- Mosambik – unbekannte Anzahl
- Nordkorea – 200
- Polen – 50
- Somalia – unbekannte Anzahl
- Syrien – 300
- Sowjetunion – unbekannte Anzahl

Daten aus